# Limba coptă

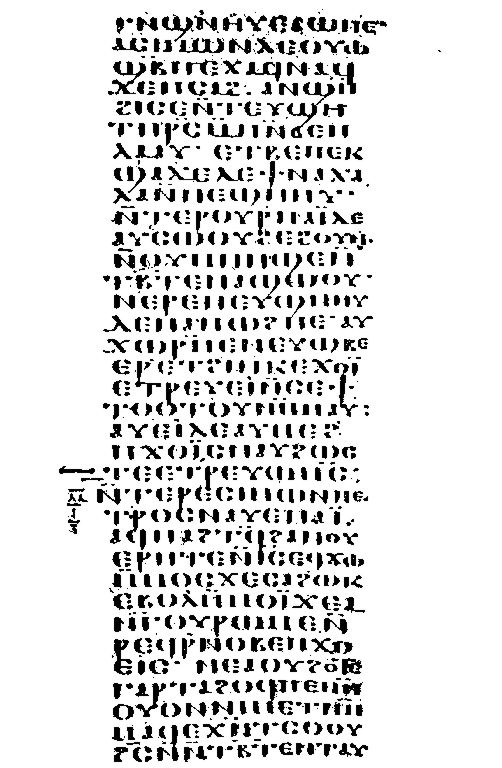
Scriere coptă din secolul al VIII-lea în dialect Sahidic (sau Teban)

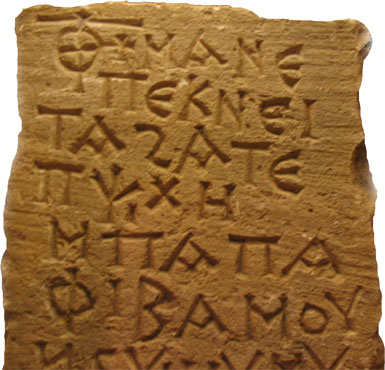
Inscripție în Limba coptă, sec. al III-lea d.Hr.

Limba coptă reprezintă stadiul final al limbii egiptene, o limbă nordică afro-asiatică vorbită în Egipt, cel mult până în secolul al XVII-lea. Scrierea egiptenei cu ajutorul alfabetului grecesc, începând cu primul secol al erei creștine, marchează apariția nu numai a scrierii, dar și a limbii copte. Alfabetul copt este derivat direct din alfabetul grec, la care au fost adăugate șase-șapte litere, dezvoltări târzii ale unor semne demotice, menite să reprezinte sunete absente din limba greacă. Șase dialecte majore ale limbii copte sunt atestate documentar, dintre care două, dialectele Sahidic și Bohairic, au fost întrebuințate pe întregul teritoriu al Egiptului ca idiomuri literare, între secolele IV-XIV.

## Primul manual de coptă în limba română
- Silvestru Octavian Isopescul. Ceva despre limba și literatura coptică, Cernăuți, 1909.